# パーラメンタリーディベート人財育成協会
一般社団法人パーラメンタリーディベート人財育成協会（いっぱんしゃだんほうじんパーラメンタリーディベートじんざいいくせいきょうかい、正式名称: Parliamentary Debate Personnel Development Association、略称: PDA）は、大阪府堺市に主たる事務所を置くディベート団体である。

## 概要
PDAは、2014年11月10日に当時、大阪府立大学工学研究科機械工学分野の准教授の中川智皓が代表理事を務める形で立ち上げられた。
同団体はグローバリゼーションを踏まえた英語教育の強化や外国人児童生徒への対応などの複雑・多様で喫緊の問題に対応するべく、アクティブ・ラーニングの一種「即興型英語ディベート（パーラメンタリーディベート）」を教育の中に取り入れた教員研修を行うことなどにより教員の資質能力を向上させることを目的にしており、文部科学省より平成25年度から平成27年度まで高等学校における「多様な学習成果の評価手法に関する調査研究」の一環としての「即興型英語ディベートを活用した統合型ルーブリック評価の研究」を、平成28年度には「総合的な教師力向上のための調査研究事業」の一環として千葉県・大阪府・沖縄県の教育委員会と連携して「即興型英語ディベートを用いた教員の研修プログラムの開発・実施」を、平成29年度には「教員の養成・採用・研修の一体的改革推進事業」の一環として神奈川県教育委員会などと連携して「即興型英語ディベートの指導者育成に関する研修開発と評価制度構築」などの事業を委託されている。
PDAには「個人会員」「学校会員」「法人会員」の3種類の会員制度があり、複数の学校が会員として所属している。
同時に、PDA独自の認定教育ジャッジ試験を設けることで、生徒へのジャッジの方法を学ぶことだけでなく、教員の主体的な成果を見える形で評価する取り組みも行っている。
この認定教育ジャッジ試験は「単発型」「集中型」の2種類の受験方法がある。
PDA独自のディベートスタイルは、授業1単位（50分）で完結できることや、ゲーム的要素が入ることで、生徒の意欲を高めながら英語によるコミュニケーションゲームを行えるような取り組みがなされている。
また、2016年3月にYouTubeチャンネルを開設した後、ディベートイベント、教員研修ディベート、ディベートのルールなどに関連した動画の投稿を行い、パーラメンタリーディベートの普及に努めている。
PDAは学校授業のサポート・研修、地域交流大会の運営、生徒や教員の合宿、教員ワークショップの他、全国大会「PDA中学生即興型英語ディベート全国大会」「PDA高校生即興型英語ディベート全国大会」や世界大会「PDA高校生パーラメンタリーディベート世界交流大会（PDAWC）」などの運営も行っている。